# Madeleine (fiume)
La Madeleine è un fiume francese che scorre nel dipartimento del Territorio di Belfort. Confluisce con il fiume  Saint-Nicolas dando così origine al fiume Bourbeuse. È quindi un subaffluente del Rodano attraverso la Saona.

## Geografia
La Madeleine è un fiume che nasce a 780 metri d'altitudine al fondo d'una valle selvaggia del massiccio dei Vosgi, ai piedi del Baerenkopf, situato nel comune di Lamadeleine-Val-des-Anges. Dopo un percorso di 25,4 km, essa dà origine, 440 metri più in basso e dopo essersi unita al fiume Saint-Nicolas ad Autrechêne, alla Bourbeuse.
Essa è alimentata da due affluenti principali: il torrente di Bourg-sous-Châtelet ad Anjoutey e l'Autruche (13,6 km) che vi confluisce a Novillard. Il suo bacino idrografico, escluso Autruche, ha una superficie di 45 km².
Come per gli altri fiumi che nascono nel massiccio dei Vosgi (la Savoureuse, la Rosemontoise...), la portata della Madeleine può variare in grandi proporzioni nel corso dell'anno, passando da un semplice filo d'acqua alla piena con l'aspetto d'una rapida pronta a uscire dal suo letto. La gestione delle rive effettuata dopo la grande esondazione del 1990 limitano i rischi d'inondazione.
La Madeleine si caratterizza per la diversità degli ambienti attraversati:
- A monte di Étueffont c'è un fiume di montagna dal carattere selvaggio, cosparso di rocce. È un settore favorevole alla vita ittica, scazzoni, trote fario. Sulle sue rive si osservano poi la cutrettola, il merlo acquaiolo e il martin pescatore.
- Nella sua confluenza con la Bourbeuse e il Saint- Nicolas, essa attraversa una zona palustre, poi degli stagni, dei pascoli e delle zone agricole.

### Comuni attraversati
La Madeleine attraversa i quattordici comuni di: Lamadeleine-Val-des-Anges (sorgente), Étueffont, Anjoutey, Saint-Germain-le-Châtelet, Bethonvilliers, Lacollonge, Menoncourt, Phaffans, Bessoncourt, Chèvremont, Petit-Croix, Fontenelle, Novillard, Autrechêne (confluenza).

## Idrologia
La Madeleine attraversa una sola zona idrografica, La Madeleine (U231), di 92 km² di superficie.